# AEG J.II

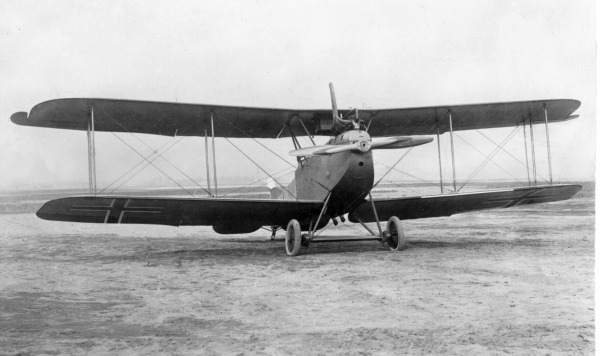
AEG J.II (1918)

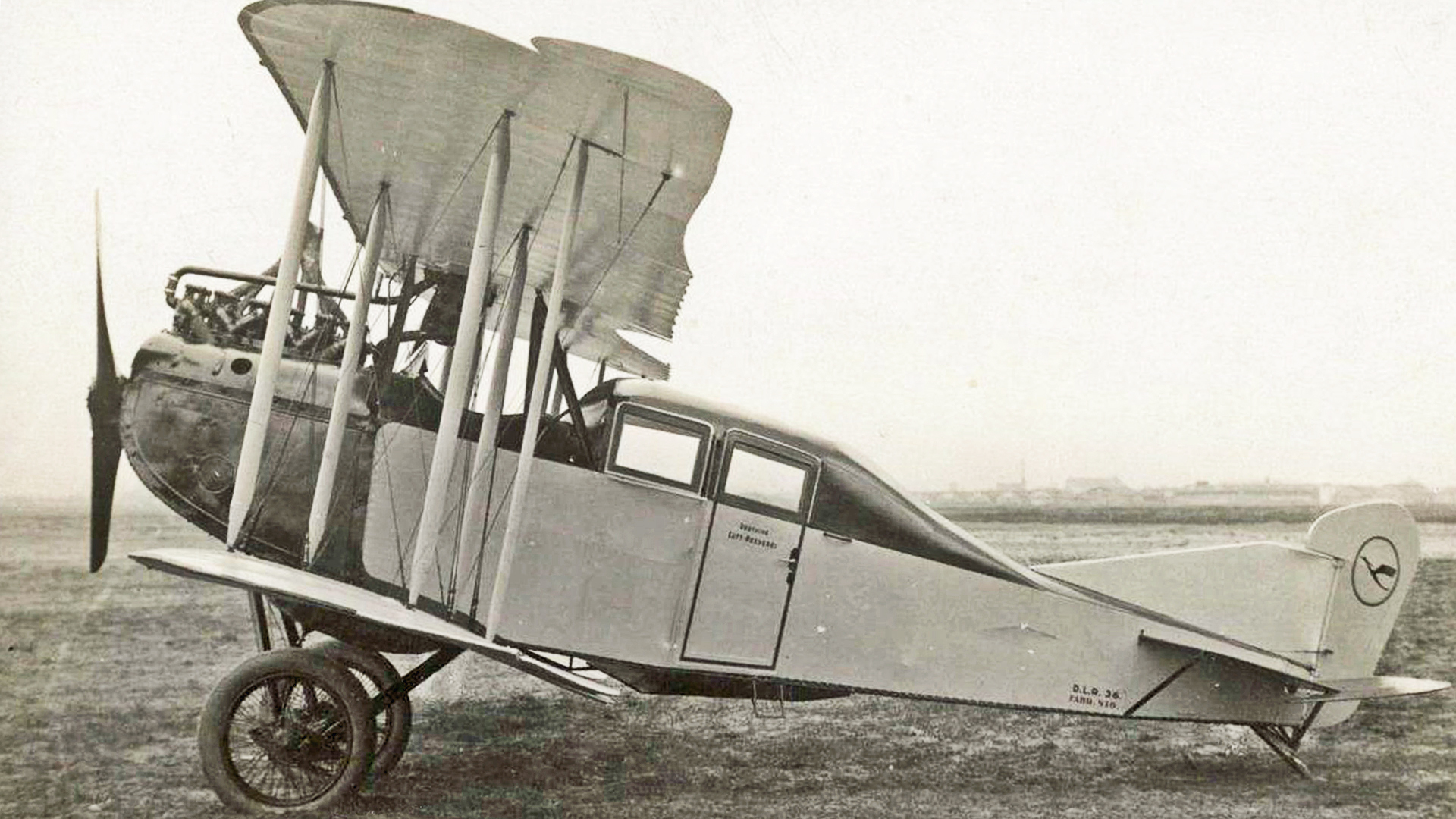
AEG J.II Kabine der D.L.R.

Die AEG JII war ein zweisitziger, einmotoriger Doppeldecker, der 1917 von der AEG, Abteilung Flugzeugbau als Infanterieflieger (J-Typ) im Ersten Weltkrieg gebaut wurde. Nach dem Krieg war die J.II einer der Flugzeugtypen, die beim Aufbau des zivilen Flugverkehrs in Deutschland eingesetzt wurden.

## Entwicklung und Einsatz
Die J.II war eine Weiterentwicklung der J.I, von der sie sich durch Verbesserungen der Bedienelemente und der Leitwerke unterschied. Der Rumpf und die Tragflächen bestanden aus einem Stahlrohr-Rahmen mit Holzspanten und einer Tuchbespannung. Insgesamt wurden rund 600 Maschinen der Typen J.I und J.II gebaut.

## Zivile Nutzung
Nach dem Ende des Krieges wurde das Flugzeug von der Deutschen Luft-Reederei (DLR) ab 1919 vor allem zur Frachtbeförderung eingesetzt. Eine erweiterte Version, die J.II K (K für Kabine) war anstatt des zweiten Sitzes hinter dem Piloten mit einer kleinen Kabine mit Fenstern ausgestattet. Ab März 1919 trug dieser Flugzeugtyp als Symbol der DLR einen stilisierten Kranich.

## Technische Daten
| Kenngröße        | Daten                                                            |
| ---------------- | ---------------------------------------------------------------- |
| Länge            | 7,92 m                                                           |
| Spannweite       | 13,41 m                                                          |
| max. Startmasse  | 1619 kg                                                          |
| Geschwindigkeit  | 172 km/h                                                         |
| Dienstgipfelhöhe | 4500 m                                                           |
| Reichweite       | ca. 590 km                                                       |
| Triebwerk        | ein Sechszylinder-Reihenmotor Benz Bz IV mit 200 PS (ca. 150 kW) |